# Gerry Sikorski

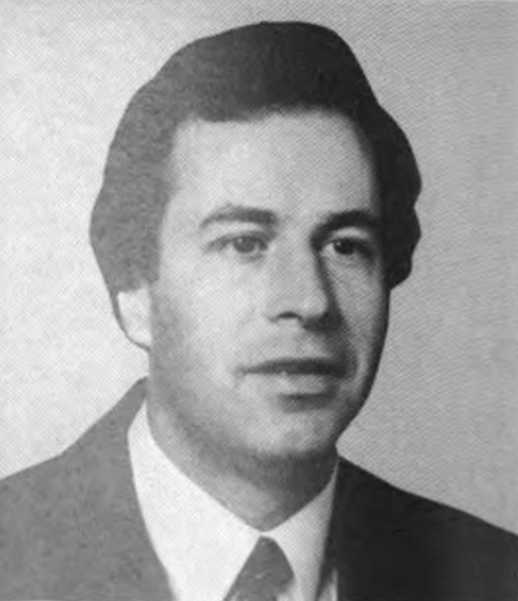
Gerry Sikorski

Gerald Edward „Gerry“ Sikorski (* 26. April 1948 in Breckenridge, Minnesota) ist ein US-amerikanischer Politiker. Zwischen 1983 und 1993 vertrat er den Bundesstaat Minnesota im US-Repräsentantenhaus.

## Werdegang
Gerry Sikorski besuchte bis 1966 die Breckenridge High School. Daran schloss sich bis 1970 ein Studium an der University of Minnesota an. Nach einem anschließenden Jurastudium an der gleichen Universität und seiner im Jahr 1973 erfolgten Zulassung als Rechtsanwalt begann er 1974  in Stillwater in seinem neuen Beruf zu praktizieren. Politisch wurde er Mitglied der Demokratischen Partei, die sich in Minnesota seit einer Fusion im Jahr 1944 Democratic-Farmer-Labor-Party nennt.
Von 1976 bis 1982 saß Sikorski im Senat von Minnesota. Bei den Kongresswahlen des Jahres 1982 wurde er im sechsten Wahlbezirk von Minnesota in das US-Repräsentantenhaus in Washington, D.C. gewählt, wo er am 3. Januar 1983 die Nachfolge von Vin Weber antrat. Nach vier Wiederwahlen konnte er bis zum 3. Januar 1993 fünf Legislaturperioden im Kongress absolvieren. In dieser Zeit wurde 1992 der 27. Verfassungszusatz verabschiedet.
Bei den Wahlen des Jahres 1992 verlor Sikorski gegen Rod Grams von der Republikanischen Partei. Nach seiner Zeit im US-Repräsentantenhaus wurde Sikorski als Rechtsanwalt und Lobbyist in Washington tätig. Privat lebt er in Stillwater.